# Rafael Frade Peña
Rafael Frade Peña, (Santiago de Compostel·la, 9 de gener de 1914 - 3 de desembre de 1936) fou un polític republicà gallec, executat durant la guerra civil espanyola.

## Trajectòria
Durant la Segona República Espanyola era estudiant, col·laborant a Ser i militant a Unió Republicana. En produir-se el cop d'estat del 18 de juliol de 1936 formà part del Comitè de Defensa de la República constituït a l'ajuntament de Compostel·la en representació d'Unió Republicana. Fou detingut i jutjat en consell de guerra. Fou defensat per l'advocat Manuel María González López, però fou condemnat a pena de mort. Fou executat al cementiri de Boisaca el 3 de desembre de 1936.